# Лабриола, Антонио
Антонио Лабриола (итал. Antonio Labriola; 2 июля 1843 года, Кассино — 12 февраля 1904 года, Рим) — итальянский философ, основоположник марксизма в Италии. 

## Биография
Учился в Неаполитанском университете, где приобщился к гегелевской философии.
Первая опубликованная работа — критика Целлера (преподавателя греческой философии в Гейдельбергском университете), проникнутая духом гегельянства. Однако уже через некоторое время Лабриола отказался от ортодоксального гегельянства, а впоследствии перешёл от младогегельянства к марксизму.
В период между 1870 и 1874 писал статьи для политических журналов — «Gazzetta di Napoli», «Il Piccolo», «L‘Unita Nazionale» и «Monitore di Bologna». Уже в этих статьях проявилось стремление Лабриолы понять реальные потребности народных масс, особенно в сфере образования. Его поиск вылился в признание важности интеллектуальной и моральной реформы.
С 1871 года приват-доцент по истории философии Неаполитанского университета, с 1874 года профессор этики и педагогики Римского университета, в котором читал лекции по философии, философии истории и педагогике.
Лабриола значительно преобразовал свои идеи, отделив гегелевский историцизм от идеализма (это произошло в значительной степени благодаря влиянию психологии этики И. Ф. Гербарта). Государство, религия и школьное образование стали для Лабриолы способами реализовать на деле прогрессивную политическую стратегию. Ко второй половине 1880-х Лабриола начал приобретать левую ориентацию, будучи уверенным, что полная демократическая революция возможна, только если она будет проводиться в защиту рабочих масс (у Лабриолы: городского рабочего класса). Лабриола к тому времени уже осознавал, что государство всё больше и больше оказывается в руках упадочной и коррумпированной буржуазии. У него вызрела идея о том, что истинным двигателем истории является политическое движение народных масс.
В период с 1887 по 1890 он ожидал процесса демократической трансформации государства и гражданского общества, берущего начало из Парижской коммуны, однако в результате уверился в том, что «радикальное якобинство», исключающее вовлечение широких слоев населения, в реальности было благосклонно только лишь к радикальной элите. Можно сказать, что Лабриола разработал стратегию построения фундамента социал-демократии, которая скорее включает в себя местное самоуправление, нежели народное самоуправление. Этот вопрос отражён в его книге «Проблемы философии истории и социализма» (1889).
В 1890 занялся изучением работ К. Маркса и Ф. Энгельса и вскоре убедился, что наиболее созидательной и революционной силой является социалистическое движение рабочего класса. Он немедленно вступил в интенсивную переписку с лидерами европейского социалистического движения: Энгельсом, Каутским, Бернштейном, Жоржем Сорелем. Лабриола рассматривал германскую социал-демократию как модель, применимую для Италии, хотя последняя и была, по его мнению, отстающей в развитии страной. Он был главным организатором майских демонстраций 1891 в Риме. Работа «Заметки по поводу исторического материализма» сделала Лабриолу одним из самых значительных европейских теоретиков марксизма того времени.
Лабриола относил себя к сторонникам Турати, выступавшего за продвижение левого пролетарского социализма. Но тем не менее между ними существовала большая разница: Лабриола желал маленькой, однородной, боевой марксистской рабочей партии; Турати же выступал за широкую партию, открытую для разнородных элементов, прагматичную и реформистскую.
В 1892 Турати отреагировал на желание Лабриолы удалением из партии анархистских элементов, но программа партии осталась эклектичной. Тем не менее Лабриоле удалось убедить Турати вовлечь партию в защиту сицилийского «movimento dei Fasci». Тем не менее в связи с теоретическими неясностями («социал-позитивистскими, как сказал бы Лабриола»), в рамках партии очень скоро начали развиваться три противостоящих друг другу течения. В связи с этим Лабриола предпочел посвятить себя теоретической работе.
В последние годы жизни он был вовлечён в активные дискуссии по поводу марксова наследия, его влияния на философию и политическую стратегию. Скончался в 1904 году.

## Основные идеи
В своих работах Антонио Лабриола выступал с резкой критикой идеалистических концепций истории, в рамках которых исторические события объясняются естественными причинами или случайностью. Лабриола, развивая марксистское материалистическое понимание истории, подчеркивал историческую обусловленность. Он считал, что решающая роль в историческом развитии принадлежит борьбе. Лабриола также выдвинул идею, что в решающие моменты истории в условиях борьбы возрастает влияние различных исторических деятелей, которые направляют ход истории.
 Самый факт, что в основе всей истории лежат противоречия, противоположности, борьба, войны, объясняет решающее влияние определенных людей при определенных обстоятельствах.

## Основные работы
- «В память о „Коммунистическом манифесте“» (1895)
- «Об историческом материализме» (1896)
- «Письма о философии и социализме» (1898) — 12 писем Жоржу Сорелю
- «Из одного века в следующий» (1900—1901)
- «Очерки материалистического понимания истории» (1896)

## Влияние
Лев Троцкий писал: «Решающее влияние на меня оказали два этюда Антонио Лабриола о материалистическом понимании истории. Только после этой книги я перешел к Бельтову и „Капиталу“».